# ایان برامبل
ایان برامبل (به انگلیسی: Iain Brambell) (زادهٔ ۱۰ نوامبر ۱۹۷۳) قایقران روئینگ اهل کانادا است.
از افتخارات وی میتوان به کسب مدال برنز در بازی‌های المپیک تابستانی ۲۰۰۸ اشاره کرد.